# Комарівка італійська
Комарівка італійська (Bittacus italicus) — вид комах з родини Bittacidae.

## Морфологічні ознаки
Великі (довжина крила 30–35 мм) довгасті комахи, що нагадують комарів-довгоногів, але мають 2 пари крил. Ноги довгі та тонкі, всі гомілки з 2 парами шпороподібних щетинок. Від близьких видів відрізняється тим, що анальна жилка на передньому крилі довга і закінчується набагато ближче до вершини, ніж коротка субкостальна жилка.

## Поширення
Центральна та Південна Європа, Росія (Кавказ, Урал); Україна: Черкаська, Сумська, Дніпропетровська і Херсонська області, Крим.

## Особливості біології
Галявини та узлісся вологих листяних лісів, чагарники на заплавних луках. Дає одну генерацію на рік. Імаго з'являються у середині червня. Зазвичай ховаються під листками чагарників та трав, тримаючись за них довгими передніми ногами. Полюють на різноманітних комах та павуків, висмоктуючи вміст їхнього тіла. Личинки — сапрофаги, живляться мертвими комахами і гниючими рослинними рештками під листяною підстилкою. Яйця відкладає по одному або по декілька штук у ґрунт, де вони й зимують. Личинки з’являються навесні, заляльковуються у ґрунтових комірках наприкінці травня.

## Загрози та охорона
Загрози: затоплення водосховищами, розорювання, викошування та забудову заплавних луків, застосування пестицидів.
Занесений до ЧКУ (1994). Слід контролювати стан популяцій, дослідити можливі місце-знаходження та в разі виявлення виду взяти їх під охорону.